# Aachen
Aachenⓘ (phiên âm tiếng Việt: Ác-khen; phát âm tiếng Đức: [ˈʔaːxən] ⓘ, từ tiếng Đức cổ Ahha (nước), trước kia theo tiếng Latin Aquisgranum hay Aquae Granni; tiếng Pháp: Aix-la-Chapelle) là một thành phố trong bang Nordrhein-Westfalen của Đức. Aachen nằm ở vị trí cực Tây nhất nước Đức. Thành phố này giáp ranh với Bỉ và Hà Lan và cách Köln 65 km về hướng tây.

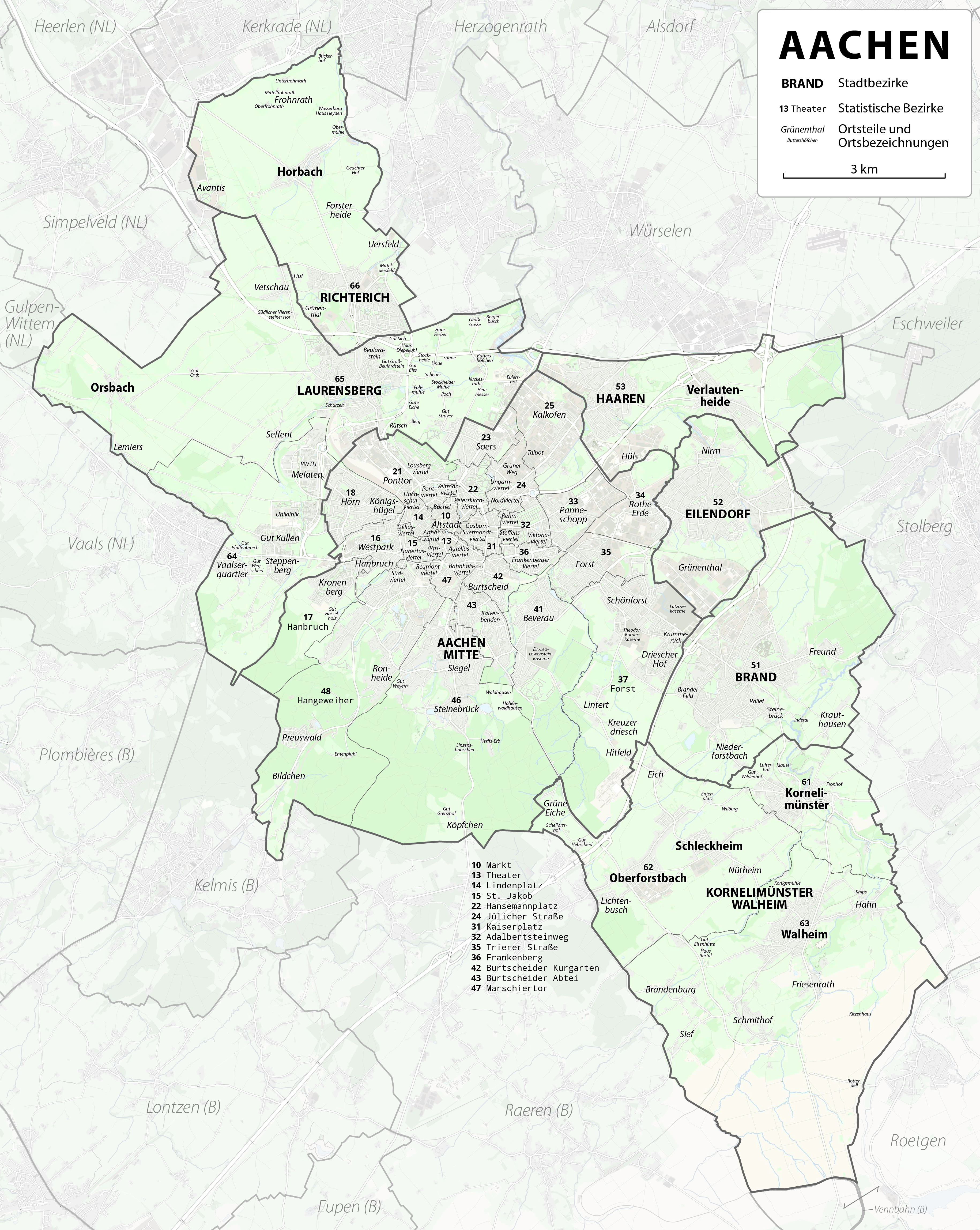

Vùng đất Aachen đã có người sinh sống từ thời Đồ đá mới (Neolithic). Thành phố Aachen được nhắc đến trong sử sách lần đầu tiên vào năm 765 như là Aquis villa. Dân số thành phố vượt ngưỡng 100.000 người vào năm 1890 và do đó Aachen trở thành thành phố lớn từ đấy.

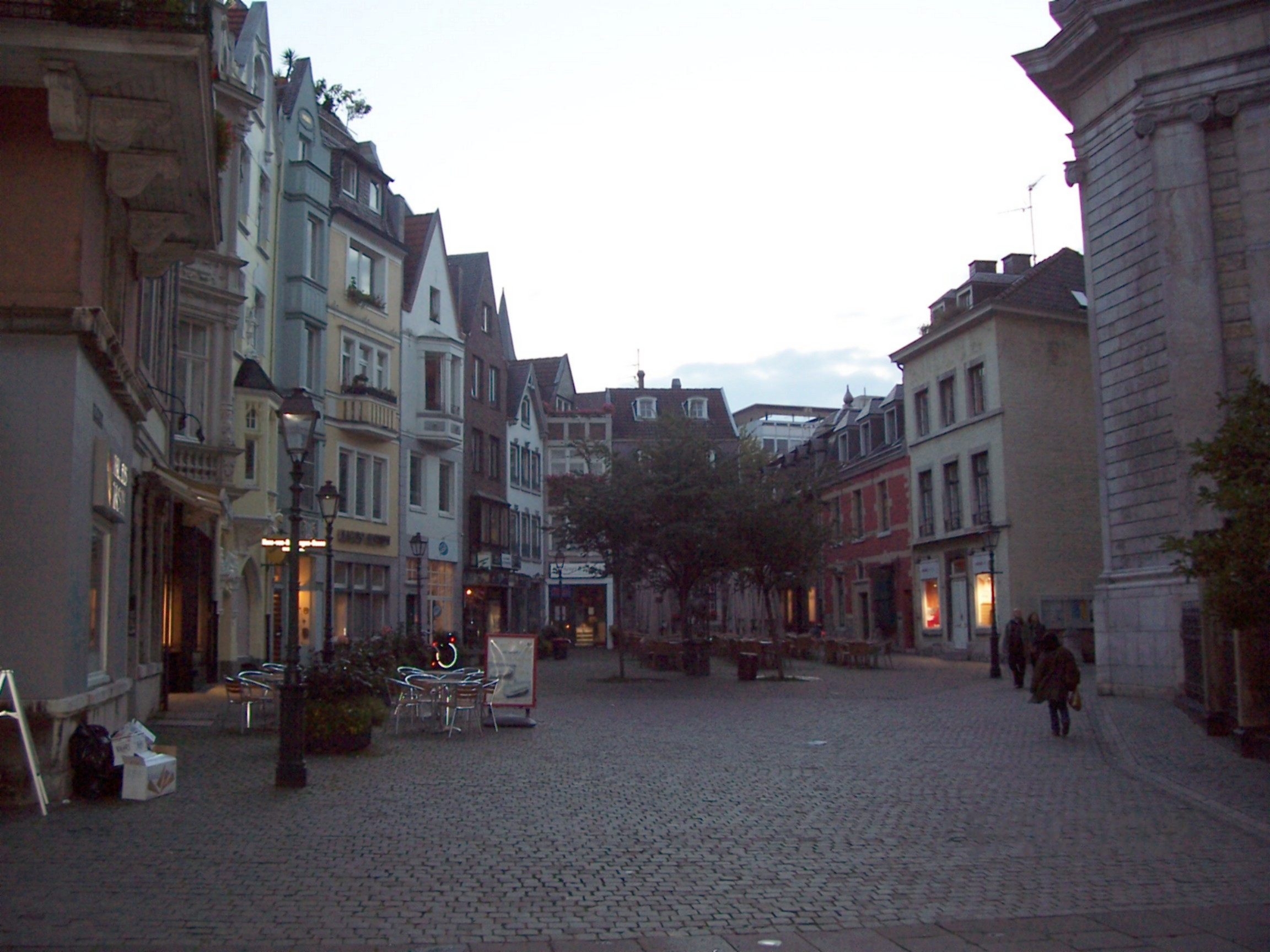
Trong trung tâm thành phố Aachen

Nhà thờ chính tòa Aachen là di sản thế giới đầu tiên của nước Đức, được UNESCO công nhận vào năm 1978. Đại học RWTH Aachen (Rheinisch-Westfälische Technische Hochschule Aachen) được xây dựng năm 1870 và là một trong những trường đại học kỹ thuật lớn nhất và giàu truyền thống nhất của châu Âu.